# دختر یا گلدان
دختر یا گلدان (به لهستانی: Wazon czy kobieta)، که با نام ارائه برده نیز شناخته می‌شود، یک نقاشی اثر هنرمند لهستانی هنریک سمیرادزکی است. موضوع این نقاشی از روم باستان است و یک پاتریسی را نشان می‌دهد که در حال تأمل در این است که باید یک گلدان آسیای شرقی را بخرد یا یک دختر برده. این نقاشی در نمایشگاه جهانی ۱۸۷۸ در پاریس یک نشان طلا و نیز لژیون دونور فرانسوی را برای سمییرادزکی به دست آورد.
آخرین مالک این نقاشی آن را در سال ۲۰۰۵ به قیمت ۱٬۴۲۶٬۰۰۰ دلار در حراجی ساتبیز خرید.